# Cratere Oudemans
Oudemans  è un cratere sulla superficie di Marte.